# Greenstreampijpleiding
De Greenstreampijpleiding, onderdeel van het West-Libische gasproject, vervoert aardgas van Libië naar Italië.

## Geschiedenis
Tussen 1970 en 1980 werd in Libië op het land en voor de kust op grote schaal aardgas aangetroffen. Een lokale markt voor aardgas ontbrak en alleen via export konden deze velden winstgevend tot ontwikkeling worden gebracht. Het Italiaanse energiebedrijf Eni was bereid twee gasvelden in productie te nemen en een pijpleidingssysteem aan te leggen.

Het West-Libische gasproject bestond uit de volgende vijf onderdelen:
- de ontwikkeling van het gasveld Bahr Essalam gelegen op circa 110 kilometer voor de kust van Libië;
- idem van het aardgasveld Wafa gelegen 530 kilometer landinwaarts tegen de grens van Algerije;
- de aanleg van twee pijpleidingen, een voor het transport van aardgas en een voor aardgascondensaat van Bahr Essalam naar Mellitah;
- idem voor Wafa naar Mellitah;

en
- de Greenstreampijpleiding van 520 kilometer van Mellitah naar Gela op Sicilië.

Mellitah ligt op ongeveer 80 kilometer ten westen van de hoofdstad Tripoli.

## Aanleg
In november 2002 werd de opdracht voor de bouw van de pijpleiding verstrekt. De opdrachtgever was Greenstream BV, een joint venture van Eni en de Libische National Oil Corporation. De hoofdaannemer van het project was Saipem, een dochteronderneming van Eni. Saipem kreeg de opdracht ter waarde van € 685 miljoen voor de bouw van de pijpleiding en verdere faciliteiten. Boskalis heeft ook een deel van de opdracht uitgevoerd.
Op 1 oktober 2004 werd het eerste gas in de pijpleiding gebracht en op 8 oktober 2004 vond de officiële opening plaats door Silvio Berlusconi en Moammar al-Qadhafi.

## Technische gegevens
De Greenstreampijpleiding heeft een lengte van 520 kilometer en ligt tussen de plaatsen Mellitah in Libië en Gela op Sicilië. De leiding ligt op een maximale diepte van 1.127 meter op de bodem van de Middellandse Zee. Bij Mellitah staat een compressor en bij Gela een ontvangststation. De leiding heeft een diameter van 32 inch of 810 mm en een capaciteit van 8 miljard m3 aardgas per jaar. In 2009 werd de capaciteit verhoogd naar 11 miljard m3.

## Economisch belang
Met de Greenstreampijpleiding kreeg Libië een extra mogelijkheid om gas te exporteren. Tot 2003 produceerde het land ongeveer 6 miljard m3 aardgas op jaarbasis waarvan een klein deel als lng werd uitgevoerd. Tussen 2004 en 2007 nam de productie ieder jaar stapsgewijs toe en bereikte een niveau van bijna 16 miljard m3 om op dit niveau te stabiliseren. In 2010 werd ruim 9 miljard m3 naar Italië getransporteerd. In datzelfde jaar importeerde Italië in totaal 66 miljard m3 aardgas; het aandeel van Libië was daarmee ongeveer 15% van de Italiaanse gasimporten. Vanwege de onlusten in Libië daalde de winning en export van aardgas in 2011. Italië importeerde slechts 2,3 miljard miljard m3 in 2011 uit Libië via de Greenstreampijpleiding, een daling van 75% ten opzichte van het jaar ervoor.